# Errege Gaxi
'Errege Gaxi es el nombre de una variedad cultivar de manzano (Malus domestica). Esta manzana está cultivada en diversos viveros entre ellos algunos dedicados a conservación de árboles frutales en peligro de desaparición. La manzana 'Errege Gaxi' es originaria de Guipúzcoa, y actualmente se cultiva debido a su sabor ácido-amargo para manzana de cocina, y muy apreciada en la elaboración de sidra.

## Sinónimos
- "Manzana Errege Gaxi",
- "Errege Gaxi Sagarra",[6][7]
- "Errege-txiki".[6]

## Historia
'Errege Gaxi' es una variedad de manzana cultivada en el País Vasco, está considerada incluida en las variedades locales autóctonas muy antiguas, cuyo cultivo se centraba en comarcas muy definidas. Se caracterizaban por su buena adaptación a sus ecosistemas y podrían tener interés genético en virtud de su adaptación. Estas se podían clasificar en dos subgrupos: de mesa o de cocina, y de sidra (aunque algunas tenían aptitud mixta). Es muy apreciada en elaboraciones culinarias y muy importante en la elaboración de sidra en el país vasco por su sabor ácido-amargo.
'Errege Gaxi' es una variedad mixta, clasificada como muy buena en la elaboración de sidra, también se utiliza en la cocina por su sabor ácido-amargo; difundido su cultivo en el pasado por los viveros comerciales y cuyo cultivo en la actualidad se ha reducido a huertos familiares. Variedad presente en Guipúzcoa, muy abundante en la zona de Segura y Cegama.  Puede comprarse a la 'Errezila' pues es de la misma familia.

## Características
El manzano de la variedad 'Errege Gaxi' tiene un vigor alto, es árbol de mediana producción; florece a finales de abril.
La variedad de manzana 'Errege Gaxi' tiene un fruto de tamaño pequeño; forma redondeada, aplastada, no muy atractiva a la vista; piel delgada, dura, áspera; con color de fondo verde amarillento, siendo el color del sobre color ausente, importancia del sobre color ausente, distribución del color ausente, muy salpicado de lenticelas pardas, presenta manchas irregulares de ruginoso-"russeting", sensibilidad al ruginoso-"russeting" (pardeamiento áspero superficial que presentan algunas variedades) medio a débil; pedúnculo de tamaño largo, delgado, duro, anchura de la cavidad peduncular media, profundidad de la cavidad pedúncular es media; cáliz medio y semicerrado, profundidad de la cav. calicina bastante profunda, de anchura media, con plisamientos en las paredes. 
Carne de color blanco verdosa, con textura no muy dura pero crujiente, de mucho zumo y mucho aroma; el sabor característico de la variedad, ácido-amargo; corazón de tamaño medio, desplazado. Eje abierto. Cavidades casi imperceptibles. Semillas aristadas, puntiagudas, de tamaño medio, color marrón claro uniforme.
La manzana 'Errege Gaxi' tiene una época de recolección a principios de otoño, madura en septiembre, de larga duración. Tiene uso mixto pues se usa como manzana para postre fresco de mesa, y también como manzana para la elaboración de sidra, como manzana sidrera es una variedad ácida muy apreciada.